# 我的美麗王國
《我的美麗王國》原名《名模》（英語：My Beautiful Kingdom），于法國巴黎拍攝，由汪東城、周秀娜和陳漢典等主演。2013年12月13日在中國大陸上映。

## 角色
- 汪東城 - 凱　文，PR公司項目經理，女友是個名模，偶然之中認識若童後，漸漸被她所吸引。
- 周秀娜 - 若　童，名模
- 陳漢典 - 彭　海，富二代，經常被母親安排相親，卻被若童的純真性格所吸引
- 鞏新亮 - 小　藝，若童好友
- 班杰 - 班杰